# Zespół Parków Krajobrazowych Województwa Małopolskiego

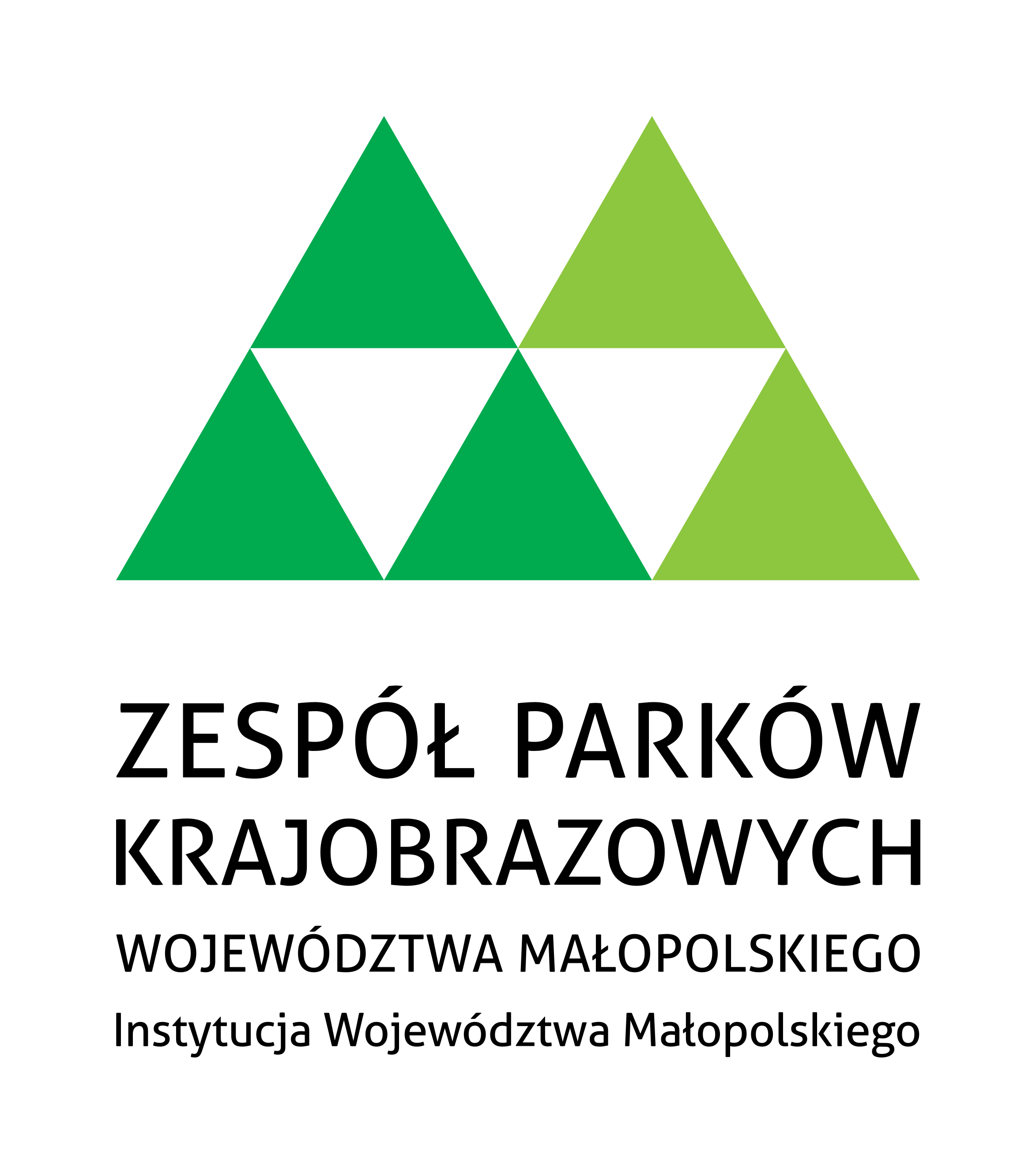
Logo ZPKWM

Zespół Parków Krajobrazowych Województwa Małopolskiego (ZPKWM) – jednostka budżetowa województwa małopolskiego utworzona 30 stycznia 2009 r., której celem jest zarządzanie parkami krajobrazowymi na terenie województwa. Powstał z połączenia trzech jednostek: Zespołu Jurajskich Parków Krajobrazowych, Popradzkiego Parku Krajobrazowego oraz Zespołu Parków Krajobrazowych Pogórza w Tarnowie. Siedzibą jednostki jest Kraków. Do kompetencji zespołu należy także zarządzanie Obszarami Chronionego Krajobrazu na terenie województwa małopolskiego. Zespół składa się z trzech oddziałów: krakowskiego, tarnowskiego i starosądeckiego.

## Parki krajobrazowe
Pod zarządem ZPKWM znajduje się jedenaście parków krajobrazowych o łącznej powierzchni 1810,4 km².
| Logo | Park krajobrazowy     | Data utworzenia   | Powierzchnia | Mezoregiony                                                                  | Oddział    |
| ---- | --------------------- | ----------------- | ------------ | ---------------------------------------------------------------------------- | ---------- |
|      | Beskidu Małego        | 11 lipca 1998     | 90,6113 km²  | Beskid Mały                                                                  | Stary Sącz |
|      | Bielańsko-Tyniecki    | 2 grudnia 1981    | 63,5909 km²  | Obniżenie Cholerzyńskie Pomost Krakowski Rów Skawiński                       | Kraków     |
|      | Ciężkowicko-Rożnowski | 16 listopada 1995 | 182,472 km²  | Pogórze Ciężkowickie Pogórze Rożnowskie                                      | Tarnów     |
|      | Dłubniański           | 2 grudnia 1981    | 111,5842 km² | Wyżyna Miechowska Wyżyna Olkuska Płaskowyż Proszowicki                       | Kraków     |
|      | Dolinki Krakowskie    | 2 grudnia 1981    | 206,861 km²  | Wyżyna Olkuska Rów Krzeszowicki                                              | Kraków     |
|      | Orlich Gniazd         | 20 czerwca 1980   | 128,422 km²  | Kotlina Siewierza Obniżenie Górnej Warty Wyżyna Częstochowska Wyżyna Olkuska | Kraków     |
|      | Pasma Brzanki         | 16 listopada 1995 | 129,7428 km² | Pogórze Ciężkowickie                                                         | Tarnów     |
|      | Popradzki             | 11 września 1987  | 534,193 km²  | Beskid Sądecki Pogórze Popradzkie                                            | Stary Sącz |
|      | Rudniański            | 2 grudnia 1981    | 58,139 km²   | Dolina Górnej Wisły Garb Tenczyński Obniżenie Cholerzyńskie Rów Skawiński    | Kraków     |
|      | Tenczyński            | 2 grudnia 1981    | 151,5425 km² | Dolina Górnej Wisły Garb Tenczyński Rów Krzeszowicki Pomost Krakowski        | Kraków     |
|      | Wiśnicko-Lipnicki     | 12 maja 1997      | 142,3079 km² | Pogórze Rożnowskie Pogórze Wiśnickie                                         | Tarnów     |

## Obszary chronionego krajobrazu
Pod zarządem ZPKWM pozostaje również 10 obszarów chronionego krajobrazu w województwa małopolskiego:
- Bratuicki Obszar Chronionego Krajobrazu
- Obszar Chronionego Krajobrazu Doliny Wisły
- Jastrzębsko-Żdżarski Obszar Chronionego Krajobrazowego
- Koszycki Obszar Chronionego Krajobrazu
- Obszar Chronionego Krajobrazu Pogórza Ciężkowickiego
- Południowomałopolski Obszar Chronionego Krajobrazu
- Radłowsko-Wierzchosławicki Obszar Chronionego Krajobrazu
- Obszar Chronionego Krajobrazu Wschodniego Pogórza Wiśnickiego
- Obszar Chronionego Krajobrazu Wyżyny Miechowskiej
- Obszar Chronionego Krajobrazu Zachodniego Pogórza Wiśnickiego